# 長岡赤十字病院
長岡赤十字病院（ながおかせきじゅうじびょういん）は、新潟県長岡市に所在する病院である。通称「日赤病院」（にっせきびょういん）。
新潟県中越地方の中核的な病院のひとつであり、新潟県中越地震・新潟県中越沖地震では日本赤十字社救護班の活動拠点となった。
重症病床として集中治療室(ICU)・新生児集中治療室(NICU)・産科集中治療室(PICU)を備える。

## 沿革
- 1931年（昭和6年）5月 - 財団法人長岡病院から日本赤十字社新潟支部病院に移管(新潟支部長岡病院)。
- 1934年（昭和9年）10月 - 長岡市神明町（現：日赤町・ウオロク長岡店）に新築移転。
- 1943年(昭和18年)1月 - 長岡赤十字病院と改称[2]。
- 1945年（昭和20年）5月 - 海軍病院の指定により舞鶴海軍病院・長岡赤十字病院と改称。8月31日の指定解除までに延べ39,381人の傷病将兵を収療[3]。
- 1945年（昭和20年）8月 - 長岡空襲により本館の外郭を残し全焼。
- 1969年（昭和44年）7月 - 2号館増築。
- 1982年（昭和57年）11月 - 3号館増築。
- 1997年（平成9年）9月 - 現在地に新築移転(山下設計)。
- 2007年（平成19年）3月 - ヘリポート設置。
- 2011年（平成23年）11月 - 地域医療支援病院認定。
- 2017年（平成29年）3月 - ドクターヘリ運航開始。
- 2020年（令和2年）4月 - 緩和ケア病棟設置。

## 診療科目
最新の情報は公式ホームページを参照されたい

## 医療機関の指定等
- 新潟県災害拠点病院（基幹災害医療センター）
- 第二種感染症指定医療機関[4]
- 救命救急センター
- 臨床研修指定病院
- 地域医療支援病院
- 総合周産期母子医療センター
- がん診療連携拠点病院
- 臓器移植臓器提供施設
- エイズ治療拠点病院
- DPC対象病院
- 災害対策基本法指定機関
- 新潟DMAT指定医療機関

## ギャラリー

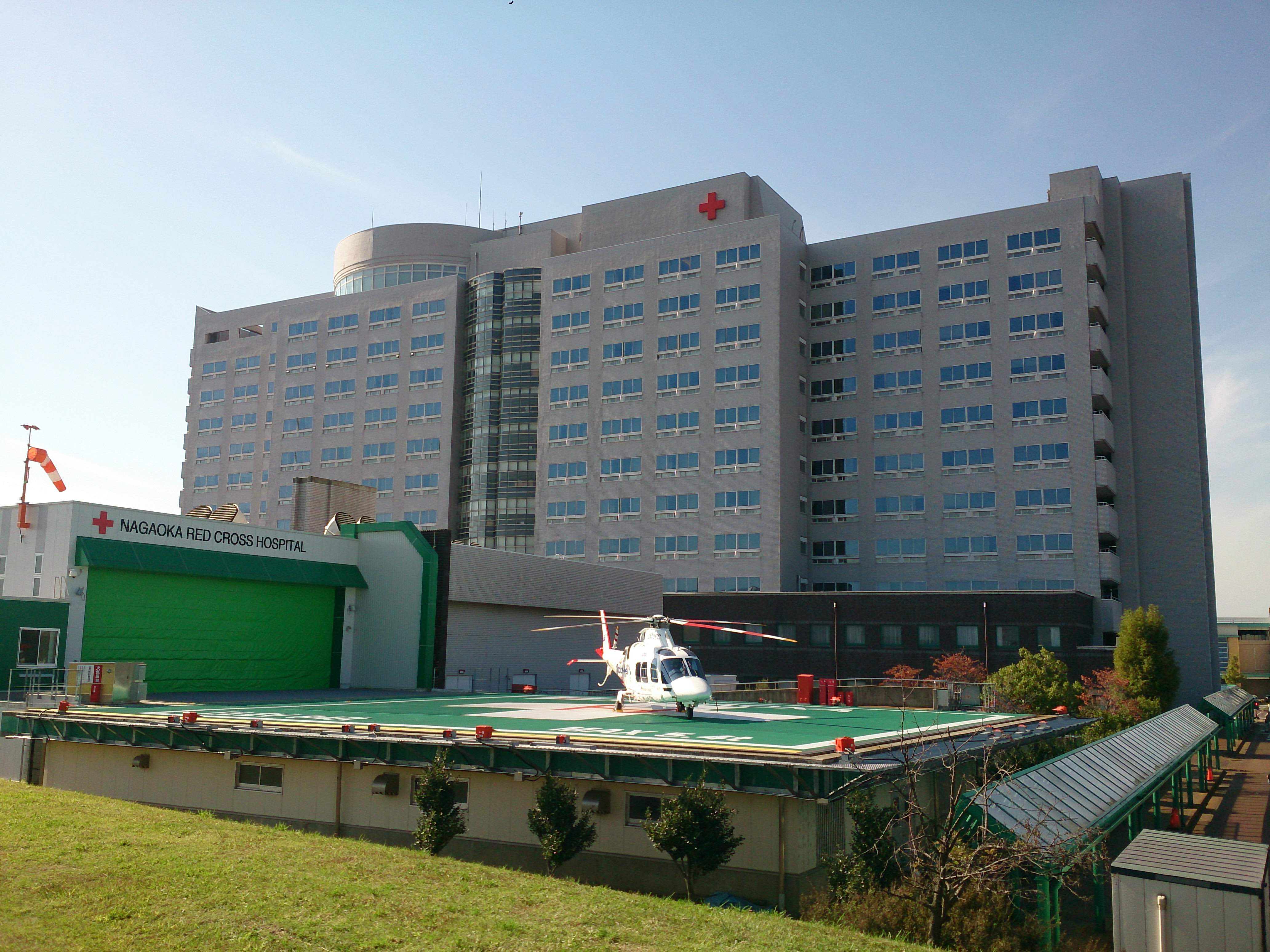
裏側
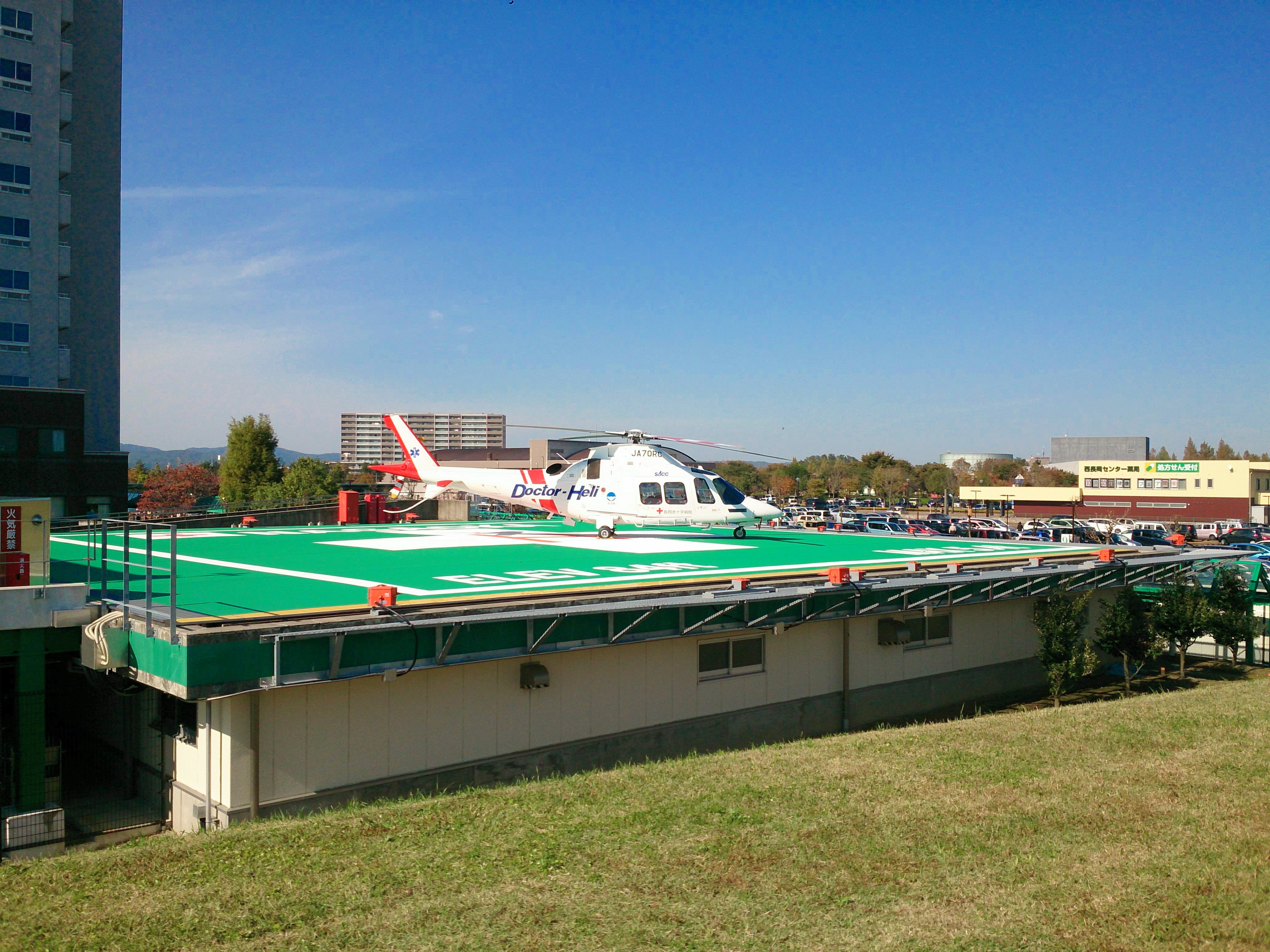
ヘリコプター

## 交通アクセス
- 越後交通「日赤病院前」バス停下車すぐ（当院のロータリー内に設けられている）
  - JR長岡駅大手口2番線からのバスが全便経由するほか、中央環状線「くるりん」が発着する。詳細は越後交通ウェブサイト：長岡地区時刻表を参照。

## 周辺
当院は昭和末期から開発が進められた信濃川左岸の旧河川敷に位置しており、隣接してショッピングモール「リバーサイド千秋」が立地するほか、長岡リリックホールや新潟県立近代美術館、ハイブ長岡などの文化施設を内包する「千秋が原ふるさとの森」が近隣に位置する。

## モニュメント

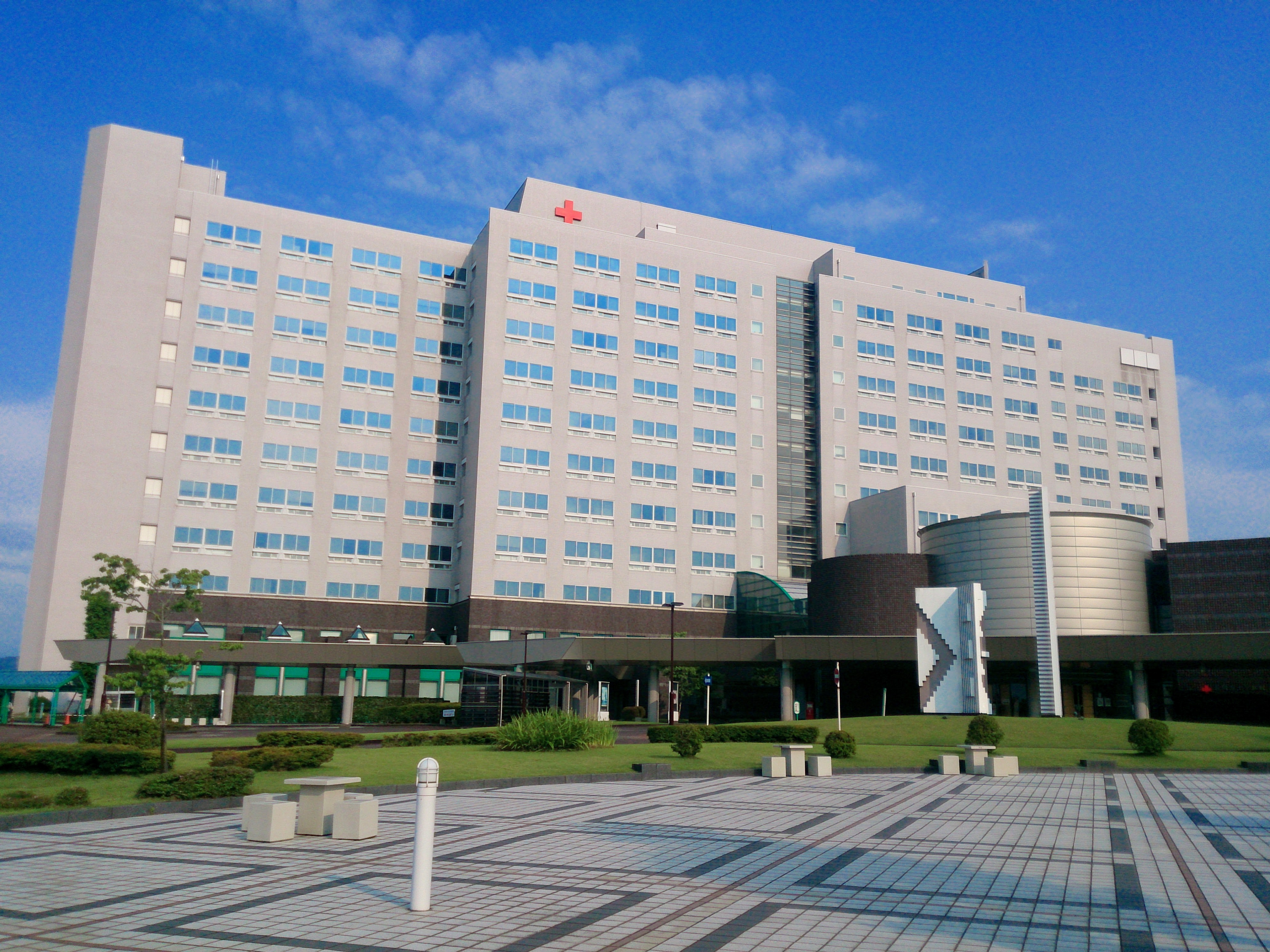
右下の白い塔がモニュメント

正面ロータリーには白い塔のモニュメントが置かれているが、これはグラフィックデザイナーの亀倉雄策によって制作された。
亀倉は長岡赤十字病院が竣工する直前、1997年5月に逝去。
このモニュメントは亀倉の遺作となった。

市街地を向いて設置

ヘリポートのある信濃川沿いの歩道脇には、前身である長岡會社病院の設立に関与した三島億二郎の銅像が設置されている。（製作者は彫刻家の元井達夫）